# Problem
"Problem" é uma canção da artista musical Ariana Grande, contida no seu segundo álbum de estúdio My Everything. Conta com a participação da rapper australiana Iggy Azalea, e foi composta por ela em conjunto com Savan Kotecha, Max Martin e Ilya Salmanzadeh, sendo produzida pelos dois últimos com o auxílio de Shellback. A faixa foi lançada digitalmente na iTunes Store do Canadá e dos Estados Unidos em 28 de abril de 2014 através da Republic Records, sendo enviada para estações de rádio estadunidenses e disponibilizada na iTunes Store do resto do mundo no dia seguinte, servindo como primeiro single do projeto, além de ter sido comercializada em formato físico. Foi uma das músicas mais baixadas em 2014 de acordo com a Federação Internacional da Indústria Fonográfica, com 7.6 milhões de cópias vendidas.

## Antecedentes
"Eu me apaixonei por Iggy quando vi o vídeo em que ela apresenta 'Work' ao vivo, e pensei que ela era muito original e eu amei o jeito que ela pronunciava as palavras (...) Eu pensei que nós poderíamos fazer o duo perfeito do poder feminino para "Problem", por isso estou muito grata que ela fez isso comigo".

—Grande comentando sobre a colaboração com Azalea.
Em outubro de 2013, um mês após o lançamento de seu álbum de estreia Yours Truly, que foi recebido com aclamação universal, Grande anunciou que já havia começado a desenvolver seu segundo álbum de estúdio com alguns dos produtores que fizeram parte de seu álbum de estreia, incluindo Harmony Samuels, Babyface, The Rascals e Tommy Brown. Inicialmente, a cantora planejou o lançamento do disco para fevereiro de 2014. Em janeiro, as sessões de gravação do álbum iniciaram-se e Grande confirmou que estava trabalhando com novos produtores, incluindo Ryan Tedder — vocalista da banda estadunidense OneRepublic —, Savan Kotecha, Benny Blanco e Max Martin. Em 3 de março de 2014, foi anunciado que Grande participaria da canção "Don't Be Gone Too Long", inicialmente prevista para ser incluída no sexto álbum de estúdio de Chris Brown, X. A faixa foi originalmente planejada para ser lançada em 25 do mesmo mês; porém, seu lançamento não ocorreu devido ao fato de Brown ser enviado para a prisão, aguardando o julgamento por acusações de agressão à cantora barbadense Rihanna. Grande comentou sobre o atraso da música no dia 17 daquele mês através de seu Twitter, dizendo: "Meus amores (...) então, obviamente, algumas coisas mudaram recentemente (...) Então, temos que atrasar a contagem regressiva digital, [já que] algumas coisas estão fora do nosso controle". Naquela mesma noite, ela realizou um bate-papo ao vivo para compensar o atraso do tema, durante o qual ela apresentou prévias de quatro novas canções de seu segundo álbum de estúdio. Dois dias depois após o anúncio, a intérprete revelou que devido ao atraso da canção, ela iria lançar o primeiro single de seu segundo disco. Depois de gravar várias músicas para o projeto, Grande afirmou que ela havia escolhido a primeira faixa de trabalho do álbum. Em 15 de abril seguinte, foi anunciado oficialmente que o título da canção seria "Problem". Posteriormente, Ariana deu início a uma contagem regressiva para o lançamento da canção e mais tarde revelou que a rapper australiana Iggy Azalea iria participar da faixa.
Ariana conheceu Azalea durante os MTV Europe Music Awards de 2013, no qual ambas entregaram um prêmio juntas, e apareceram na festa feita por Katy Perry em Amsterdã após a premiação, onde elas expressaram interesse em trabalhar juntas. Grande inicialmente planejou que Azalea participasse de seu álbum de estreia, o que acabou não acontecendo. Uma vez que Grande começou a trabalhar em "Problem", ela pensou que Azalea seria o ajuste perfeito para que a faixa criasse "o duo perfeito do poder feminino" para a música. Iggy concordou em aparecer na canção e reuniu-se com Max Martin para compor seus próprios versos antes de gravar a canção. Big Sean, que já havia colaborado com Grande no single "Right There", aparece na canção como um vocalista de apoio não creditado, provendo os sussurros do refrão do tema, embora não seja um artista convidado. Inicialmente, após gravar "Problem", Grande "não se apaixonou" pela canção e não queria que ela fosse incluída em seu segundo álbum. Entretanto, durante a reprodução de "Problem" em uma audição do álbum com sua gestão e a gravadora Republic Records, Grande disse "O que há de errado comigo? Porcaria!", percebendo seu amor pela canção e decidindo mantê-la no disco.

## Lançamento e divulgação
Ariana Grande criou um "burburinho" durante as semanas que antecederam o lançamento da canção através das redes sociais. Ao longo do mês de março, ela divulgou imagens promocionais das sessões de fotos do single. Em 10 de abril de 2014, a cantora pediu a seus fãs para escolherem, entre duas novas fotos divulgadas, a capa oficial do single. No dia seguinte, ela revelou a capa vencedora através de sua conta no Instagram no dia seguinte com a hashtag #10daystilproblem, revelando que Iggy Azalea iria participar da faixa. A imagem vencedora caracteriza Ariana sentada em uma cadeira desdobrável, vestindo um top e uma saia pretos, usando salto e meias brancas na altura da coxa. Grande também aparece mexendo em seu cabelo, enquanto olha diretamente para a câmera. Previamente disponibilizada para pré-venda em 21 de março de 2014 através da iTunes Store, a canção foi lançada na meia-noite do dia 28 na mesma loja. Três horas após o seu lançamento, "Problem" atingiu o número um no iTunes de mais de 30 países. A nível mundial, o tema estreou radiofonicamente no programa On Air with Ryan Seacrest, do radialista Ryan Seacrest. Um remix da canção foi lançado em 16 maio de 2014 intitulado "Young California Remix", apresentando versos adicionais do rapper Problem. Meses depois, foi lançada exclusivamente para o mercado hispânico a versão spanglish da canção, apresentando o rapper colombiano J Balvin; esta é a segunda colaboração entre ambos. Em 11 de agosto, foi lançado no Brasil um remix feito pelo disc jockey (DJ) Boss in Drama, apresentando a cantora Gretchen.
A cantora apresentou "Problem" pela primeira vez durante os Radio Disney Music Awards de 2014, feito em 26 de abril de 2014 e transmitido um dia depois. Mais tarde, foi apresentada na festa anual White Party, de Jeffrey Sanker, feita em Palm Springs. A divulgação da canção continuou nos iHeartRadio Music Awards de 2014 (1º de maio) e no programa The Ellen DeGeneres Show (6 de maio). A artista também cantou a obra em vários festivais, incluindo o concerto anual Wango Tango da KIIS-FM, feito em 10 de maio — no qual Grande apresentou a faixa pela primeira vez ao lado de Azalea —, no concerto promovido pela Kiss 108 em 31 de maio de 2014 e no show KTUphoria, feito pela rádio nova-iorquina 103.5 KTU em 29 de junho de 2014. Ariana também apresentou "Problem" durante os Billboard Music Awards de 2014 ao lado de Azalea. Posteriormente, Grande cantou a música no último episódio da 18ª temporada do programa Dancing with the Stars, transmitido em 20 de maio de 2014 e nos MuchMusic Video Awards de 2014 (15 de junho). Ao lado de Azalea, Grande apresentou "Problem" durante o iHeartRadio Ultimate Pool Party, enquanto fez uma versão piano da canção no renascimento de um dia do extinto programa Total Request Live, intitulado Total Ariana Live.

## Faixas e formatos
| Download digital |           |         |  |
| N.º              | Título    | Duração |  |
| 1.               | "Problem" | 3:13    |  |

| CD single |                                        |         |  |
| N.º       | Título                                 | Duração |  |
| 1.        | "Problem"                              | 3:13    |  |
| 2.        | "Problem" (Dawin Remix)                | 3:25    |  |
| 3.        | "Problem" (Noodles & Devastator Remix) | 3:12    |  |
| 4.        | "Problem" (Kassiano Remix)             | 4:21    |  |

| Download digital |                                           |         |  |
| N.º              | Título                                    | Duração |  |
| 1.               | "Problem" (versão spanglish com J Balvin) | 3:13    |  |

| Extended play (EP) digital |                                        |         |  |
| N.º                        | Título                                 | Duração |  |
| 1.                         | "Problem" (Dawin Remix)                | 3:25    |  |
| 2.                         | "Problem" (Noodles & Devastator Remix) | 3:12    |  |
| 3.                         | "Problem" (Kassiano Remix)             | 4:21    |  |

## Desempenho nas tabelas musicais

### Posições
| Tabela musical (2014)                                  | Melhor posição |
| ------------------------------------------------------ | -------------- |
| África do Sul (Entertainment Monitoring Africa)        | 7              |
| Alemanha (Media Control Charts)                        | 19             |
| Austrália (ARIA Charts)                                | 2              |
| Áustria (Ö3 Austria Top 40)                            | 16             |
| Bélgica (Ultratop 50 de Flandres)                      | 15             |
| Bélgica (Ultratop 40 da Valônia)                       | 11             |
| Brasil (Brasil Hot 100 Airplay)                        | 87             |
| Canadá (Canadian Hot 100)                              | 3              |
| Colômbia (National Report)                             | 2              |
| Coreia do Sul (Gaon Music Chart)                       | 1              |
| Croácia (Croatian Airplay Radio Chart)                 | 3              |
| Dinamarca (Hitlisten)                                  | 5              |
| Escócia (The Official Charts Company)                  | 1              |
| Eslováquia (IFPI Slovenská Republika)                  | 8              |
| Espanha (Productores de Música de España)              | 11             |
| Estados Unidos (Billboard Hot 100)                     | 2              |
| Estados Unidos (Pop Songs)                             | 1              |
| Estados Unidos (Adult Pop Songs)                       | 8              |
| Estados Unidos (Hot Adult Contemporary Tracks)         | 15             |
| Finlândia (IFPI Finlândia)                             | 6              |
| França (Syndicat National de l'Édition Phonographique) | 14             |
| Grécia (Greece Digital Songs)                          | 3              |
| Hungria (Magyar Hanglemezkiadók Szövetsége)            | 31             |
| Irlanda (Irish Recorded Music Association)             | 1              |
| Itália (Federazione Industria Musicale Italiana)       | 12             |
| Israel (Media Forest)                                  | 1              |
| Japão (Japan Hot 100)                                  | 18             |
| Líbano (The Official Lebanese Top 20)                  | 2              |
| México (Mexican Airplay)                               | 4              |
| Países Baixos (MegaCharts)                             | 5              |
| Nova Zelândia (NZ Top 40 Singles)                      | 1              |
| Noruega (VG-lista)                                     | 6              |
| Polónia (Związek Producentów Audio Video)              | 6              |
| Reino Unido (UK Singles Chart)                         | 1              |
| Chéquia (IFPI Česká Republika)                         | 17             |
| Rússia (Russian Music Charts)                          | 206            |
| Suécia (Sverigetopplistan)                             | 5              |
| Suíça (Schweizer Hitparade)                            | 8              |
| Ucrânia (FDR Charts)                                   | 1              |
| União Europeia (Euro Digital Songs)                    | 1              |
| Venezuela (Record Report)                              | 87             |

| Tabela musical (2014)                            | Melhor posição |
| ------------------------------------------------ | -------------- |
| Alemanha (Media Control Charts)                  | 65             |
| Austrália (ARIA Charts)                          | 18             |
| Áustria (Ö3 Austria Top 40)                      | 59             |
| Bélgica (Ultratop 50 de Flanders)                | 52             |
| Bélgica (Ultratop 40 da Valônia)                 | 71             |
| Canadá (Canadian Hot 100)                        | 18             |
| Coreia do Sul (Gaon Music Chart)                 | 6              |
| Dinamarca (Tracklisten)                          | 25             |
| Estados Unidos (Billboard Hot 100)               | 9              |
| Estados Unidos (Pop Songs)                       | 10             |
| Estados Unidos (Adult Pop Songs)                 | 34             |
| Estados Unidos (Hot Adult Contemporary Tracks)   | 41             |
| Itália (Federazione Industria Musicale Italiana) | 35             |
| Japão (Japan Hot 100)                            | 45             |
| Países Baixos (MegaCharts)                       | 22             |
| Nova Zelândia (NZ Top 40 Singles)                | 19             |
| Reino Unido (UK Singles Chart)                   | 23             |
| Suíça (Schweizer Hitparade)                      | 47             |

| País                       | Certificação |
| -------------------------- | ------------ |
| Alemanha (BVMI)            | Platina      |
| Austrália (ARIA)           | 5× Platina   |
| Canadá (Music Canada)      | 4× Platina   |
| Dinamarca (IFPI Dinamarca) | 2× Platina   |
| Espanha (PROMUSICAE)       | Platina      |
| Estados Unidos (RIAA)      | 6× Platina   |
| Itália (FIMI)              | 2× Platina   |
| Japão (RIAJ)               | Platina      |
| México (AMPROFON)          | Ouro         |
| Noruega (IFPI Noruega)     | 3× Platina   |
| Nova Zelândia (RMNZ)       | Platina      |
| Países Baixos (NVPI)       | 3× Platina   |
| Reino Unido (BPI)          | Platina      |
| Suécia (GLF)               | 3× Platina   |
| Suíça (IFPI Suíça)         | Ouro         |